# 中里村 (滋賀県)
中里村（なかさとむら）は、滋賀県野洲郡にあった村。現在の野洲市中心部の北方、おおむね野洲川の右岸にあたる。

## 地理
- 河川：野洲川

## 歴史
- 1889年（明治22年）4月1日 - 町村制の施行により、西河原村・比江村・小比江村・北比江村・乙窪村・吉地村・比留田村・木部村・八夫村・虫生村の区域をもって発足。
- 1955年（昭和30年）4月1日 - 兵主村と合併して中主町が発足。同日中里村廃止。